# Age of Empires III: The Asian Dynasties
Age of Empires III: The Asian Dynasties es un videojuego de estrategia en tiempo real para computadoras personales, segunda expansión del juego Age of Empires III, desarrollada por Ensemble Studios y Big Huge Games. Esta nueva expansión no está enfocada en América, sino en Asia. Las 3 nuevas civilizaciones asiáticas, tienen 15 maravillas, que serían el equivalente a avanzar de era de los europeos y nativos. Este nuevo juego tiene tres nuevas campañas con cinco escenarios cada una, cada campaña se enfoca en una de las nuevas civilizaciones. El juego salió a la venta en Otoño de 2007.

## Campañas
Hay tres nuevas campañas, una por cada nueva civilización. Además, esas campañas regresan a las campañas históricas de civilizaciones basadas en un solo jugador, que son diferentes que las anteriores campañas en la serie Age of Empires III. Cada campaña consiste en cinco nuevos escenarios.
- Campaña japonesa - La campaña japonesa se concentra en la unificación de Japón, que también fue un escenario en Age of Empires II: The Conquerors. Se centra principalmente en el establecimiento del Shogunato Tokugawa, que los jugadores controlan, y un joven general, llamado Sakuma Kichiro, el "hijo adoptado" de Tokugawa Ieyasu, quien lidera numerosos escenarios antes de la Batalla de Sekigahara. Primero, Kichiro se encuentra con Daimyo Torii Mototada. Luego ellos ayudan a los aldeanos fuera del Castillo Osaka, que se alían con ellos para atacar el castillo. Luego se mueven al este a destruir aldeas antes que los aldeanos se alíen con el enemigo. Luego de la victoria, en los que sufren grandes pérdidas, Mototada tiene que volver a su castillo. Kichiro va a tomar el control de la carretera Tokaido (una ruta de comercio), luego se une a Mototada en sus tierras. Allí, Kichiro descubre que fue Tokugawa quien destruyó su casa cuando era un bebé y asesinó a sus padres. Kichiro sigue siendo leal, y escolta a los aldeanos a la seguridad, pero Mototada le dice que se vaya del castillo y se salve, mientras Mototada se queda para defender el castillo hasta el fin. Mototada comete seppuku, aunque su muerte no fue presenciada por Kichiro. Kichiro se une Tokugawa en Sekigahara. Después de que la Batalla de Sekigahara termina con la derrota del daimio Ishida y la victoria de Tokugawa, Kichiro abandona su lealtad a su amo y se aleja por el campo de batalla devastado por la guerra, renunciando al nombre de su familia por generaciones.

- Campaña china — La campaña china se centra libremente en la hipótesis de 1421 y se trata de una nave del tesoro china que descubre el Nuevo Mundo antes que Cristóbal Colón. La historia se centra principalmente en Jian Huang, un capitán Ming que soñaba con ver el mundo exterior, y su socio, Lao Chen, un marinero robusto y poderoso, amigo de Jian Huang, a los que se les dan las órdenes para ayudar a expandir el Imperio Ming. Pero antes de explorar el Nuevo Mundo, el almirante Jinhai, un almirante misterioso, espera convertirse en emperador de las nuevas tierras. En el principio, la flota está bajo ataque de los piratas Wakō. Huang y Chen salvan la flota y desembarcan en un puerto en la costa de la India. De repente, son atacados por soldados indios del zamorín. Crean una nueva base y construyen barcos para montar una misión de rescate y salvar a Jinhai, que ha sido capturado por las tropas del zamorín. Luego, van hacia el oeste, y desembarcan en Yucatán. Chen y Huang van a rescatar al resto de la tripulación y la flota de aztecas hostiles. Jinhai desaparece misteriosamente, y Jian sospecha que fue capturado, junto con gran parte de la tripulación y montan una misión de rescate. Rescatan a muchos soldados y Jian se entera de que se convirtió en emperador de los aztecas. Jian y Lao Chen rescatan a la tripulación que huyeron de los amotinados en las cuevas, a continuación, establecen una base y derrotan a Jinhai. Jian, Chen y los miembros de la tripulación superviviente recorren las playas buscando evidencia de su presencia y luego regresan a China, con la esperanza de que nadie vuelva a saber que los chinos estuvieron una vez allí y que los nativos perturbados los olviden y vuelvan a su vida cotidiana.

- Campaña india — La campaña india se trata de la Revuelta de 1857. El protagonista de la campaña es el Teniente Nanib Sahir (otro nombre para Nana Sahib), un miembro de los regimientos de cipayos, que primero se alió con la Compañía Británica de las Indias Orientales, pero poco a poco se desilusiona de sus formas crueles y abuso a los ciudadanos indios. Él ayuda a los británicos a recuperar el control del comercio de salitre. Nanib y su superior, el Coronel Edwardson, derrotan después a los incendiarios en Calcuta. Sin embargo, Nanib eventualmente se une a los rebeldes en la rebelión de los cipayos después de que él y sus hombres se ven obligados por la empresa a utilizar nuevos rifles Enfield, a pesar de los revestimientos de los cartuchos de carne y grasa de cerdo, que era un tabú para Nanib, los cipayos hindúes y para los musulmanes (históricamente un rumor falso). Nanib a continuación, lucha y destruye el fuerte de la compañía al destruir los depósitos de armas para causar incendios y explosiones. Nanib y otro héroe cipayo, Pravar Patel, conducen enormes fuerzas y deciden rescatar a Bahadur Shah II. Se infiltran en Delhi, en medio de la noche y destruyen varios depósitos de armas para provocar estampidas de elefantes para destruir las puertas. Luego conducen soldados y combaten a través del Delhi, liberando al Shah. Nanib lleva entonces a sus fuerzas a asaltar la fortaleza del Coronel Edwardson. Nanib destruye los sitios de salitre de Edwardson y derrota tres oleadas de atacantes. Entonces, él captura las armas fijas y asalta el fuerte, matando a Edwardson en el proceso. La situación de Nanib es muy similar a la situación de Chayton Black en "The WarChiefs" de la campaña Sombras. El personaje de Nanib está fuertemente basado en Mangal Pandey que sirvió como soldado de la Compañía, pero se hartó del abuso a los ciudadanos indios; y dirigió la primera rebelión en contra de la Compañía Británica de las Indias.

## Nuevas civilizaciones
Age of Empires 3: The Asian Dynasties dispone de 3 nuevas civilizaciones, todas ellas asiáticas:
| Bandera          | Civilización | Metrópoli | Bonos Únicos de cada Civilización | Líder           |
| Bandera japonesa | Japonesa     | Edo       | No se puede cazar ningún tipo de animal, sin embargo pueden construir santuarios que generan recursos automáticamente (en especial cuando se adhieren animales salvajes a ellos) o recolectar alimentos en arrozales y arbustos de bayas. Poseen dos exploradores los cuales pueden anular guardianes y derrotar a los enemigos débiles a través de un ataque especial llamado Golpe Divino. Los japoneses tienen la habilidad de enviar dos veces un envío de unidades y pueden crear daimyō (generales) que son efectivos en mejorar a los soldados cercanos y en la lucha. La mayoría de envíos de la metrópoli se pueden enviar dos veces. Entre sus envíos se encuentran el de Dojos que producen automáticamente ejércitos gratuitos | Tokugawa Ieyasu |
| Bandera india    | India        | Delhi     | No tienen cartas de aldeanos pero reciben uno por cada envío, sus unidades de caballería se basan en elefantes y camellos. Los aldeanos cuestan madera. Poseen dos monjes montados en elefantes los cuales carecen de fuerza cuerpo a cuerpo pero tienen una habilidad pasiva denominada "Pisotón" que consiste en que el monje aturde temporalmente a las unidades cercanas. Además no se pueden obtener alimento del ganado, sino que este genera experiencia extra cuando se asignan a campos sagrados. Una de sus mejoras, permite a sus elefantes producir madera, y sus camellos producir alimento. | Akbar el Grande |
| Bandera china    | China        | Pekín     | Las casas son sustituidas por poblados (Tienen la habilidad de guarecer aldeanos y de criar el ganado), además poseen una población total de 220 (a diferencia de las demás civilizaciones que solo mantienen 200), sus ejércitos se pueden adiestrar por "La academia de guerra", que es una combinación de establo y cuartel, pero no pueden adiestrar ejércitos individualmente sino por grupos (Ej: El ejército Ming se componen de 3 Chu Ko Nus y 3 Piqueros Quiang) Una de sus mejoras permite la obtención inmediata de mejoras y envíos de metrópolis. | Kangxi          |

### Tribus menores nuevas
- Sufis: Elefantes de guerra cuerpo a cuerpo. Atacan a los edificios con embestidas. Eficaz contra arqueros y guerrilleros.
- Shaolin: Monjes con escudos y espadas.Eficaz contra arqueros, guerrilleros y artillería.
- Zen: Monjes con naginatas. Eficaz contra caballería y edificios.
- Udasi:Guerreros que arrojan aros afilados (chakrams) con daño expansivo. Eficaz contra grupos de unidades de infantería.
- Bhakti: Guerreros cuerpo a cuerpo que atacan con garras de ambas manos.
- Jesuitas: Jinetes con carabina. (Caballería a distancia). Eficaz contra otra caballería.

## Nuevos mapas
En la entrevista con Heaven Games, Big Huge Games reveló que los mapas serán únicamente del sur/este de Asia, los mapas revelados son:
- Ruta de Seda: Tendrá un único estilo de rutas comerciales, en el que los puestos comerciales podrán ser arrebatados del enemigo si no está en la línea de visión de tus unidades. Sin embargo para apropiarse de esos puestos comerciales se necesita eliminar a los guardianes que custodian el puesto comercial. Puede ser un escenario con lugar en el Río Amarillo, Mongolia o Deccán.

- Indochina: Los jugadores se encuentran en una península dividida por un río y con su costa cartografiada. Existe abundancia de edificios nativos (en este caso Mezquita Sufí y Misión Jesuita).

- Honshu: Un mapa que se muestra en la versión de prueba del juego. Los jugadores se encuentran en una isla con dos pesqueros adicionales, hay rutas comerciales e islas pequeñas cercanas a la isla principal. También hay una versión Regicida en el mapa.[5] Edificios Nativos: Templo Zen, Misión Jesuita.

- Himalayas: Los jugadores inician la partida en una meseta parcialmente nevada del Tíbet, con pocos edificios nativos. El terreno es particularmente plano con algunos pequeños montes inaccesibles. Edificios Nativos: Mezquita Sufí, Templo Udasi, Templo Shaolín, Templo Bhakti y muy rara vez Templo Zen.

- Siberia: Los jugadores inician en un lado separado por un río congelado (se puede cruzar por el río pero no se puede construir sobre él). El futuro ferrocarril Trans-Siberiano es representado por una ruta comercial al sur del mapa. No tiene edificios nativos.

- Ceylan: Los jugadores inician en una pequeña isla propia que posee pocos recursos y se necesita emigrar a una isla cercana de mayor tamaño y con más recursos. Existe abundancia de minas, animales y tesoros varios. Edificios Nativos: Templo Shaolín, Mezquita Sufí, Templo Zen, Templo Bhakti.

- Mongolia: Los jugadores inician en el centro o sur del mapa, se encuentran tribus nativas y rutas comerciales al norte, además de abundar la cacería de animales. No se encuentra mucha madera. Edificios Nativos: Templo Shaolín, Mezquita Sufí, Templo Zen.

- Deccan: Los jugadores aparecen alrededor de una meseta en el Norte de la India, y en el este y oeste hay rutas comerciales. En la meseta hay asentamientos nativos como templos Bhakti, Udasi, y Mezquitas Sufí. En las partidas sin equipos, no hay meseta.

## Nuevos edificios
Entre los nuevos edificios se encuentran:

### Maravilla

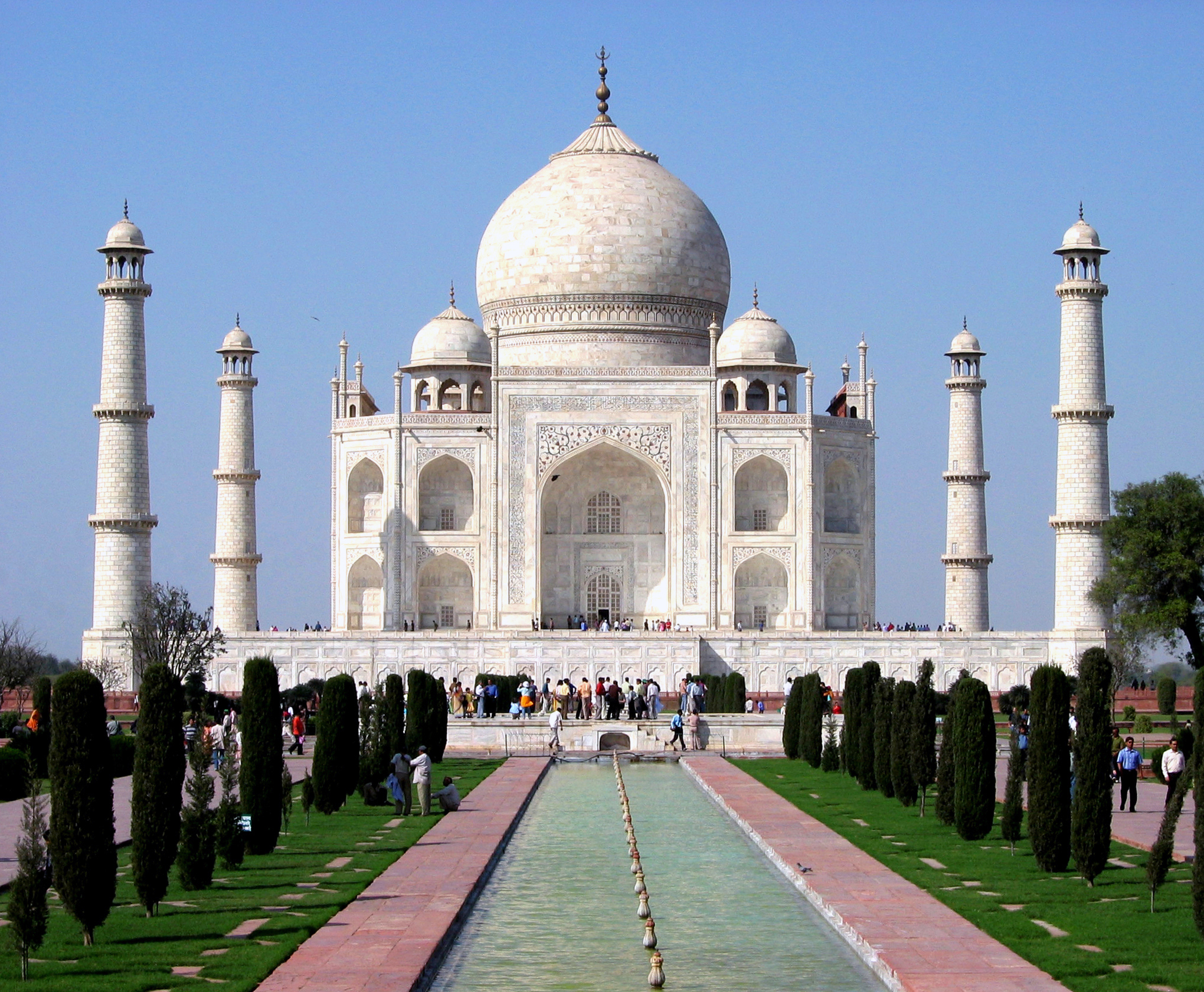
Taj Mahal: Puede hacer un "Alto al Fuego" durante el juego.

Los nuevos pueblos asiáticos construyen grandes monumentos con el fin de pasar a la siguiente edad y desbloquear nuevos envíos de su ciudad local. La Maravillas son específicas de la civilización que se elija para jugar.
Cada civilización tiene cinco Maravillas a partir de la cual elegir. Después de un bono inicial de unidades o recursos, cada Maravilla sigue proporcionando un beneficio a su civilización, que es exclusivo de esa Maravilla. Ciertas unidades militares poderosas sólo son accesibles a través de la construcción de una de estas estructuras.
Entre las maravillas reveladas están:

#### Maravillas indias

Gran Buda: Entrega jinetes naginata y muestra al enemigo por un corto tiempo.

- Taj Mahal: Puede hacer un "Alto al Fuego", efecto que detiene la lucha durante el juego.[6]
- Fuerte Agra: Es un fuerte gigante.[6]
- Torre de la Victoria: Aumenta temporalmente el ataque y los puntos de resistencia.
- Charminar: Producción de unidades, crea poderosas unidades mansabdar de élite.
- El Karni Mata: Aumenta la recolección en los alrededores de la estructura.

#### Maravillas japonesas
- Santuario toshogu: Es un gran santuario, incrementa la cantidad de recursos obtenida en los santuarios y da exportaciones.[7]
- Gran Buda: Entrega jinetes naginata y muestra al enemigo por un corto tiempo.[7]
- Pabellón dorado o Kinkakuji: Entrega arqueros yumi, da una bonificación a las unidades militares y da las mejoras del Arsenal Avanzado.[7]
- El shogunato: entrega daimyos, experiencia y hace que las unidades militares sean más baratas y se creen más rápido.[7]
- Las puertas de Torii: Entrega samuráis y multiplica la colección de experiencia x1.5.

#### Maravillas Chinas

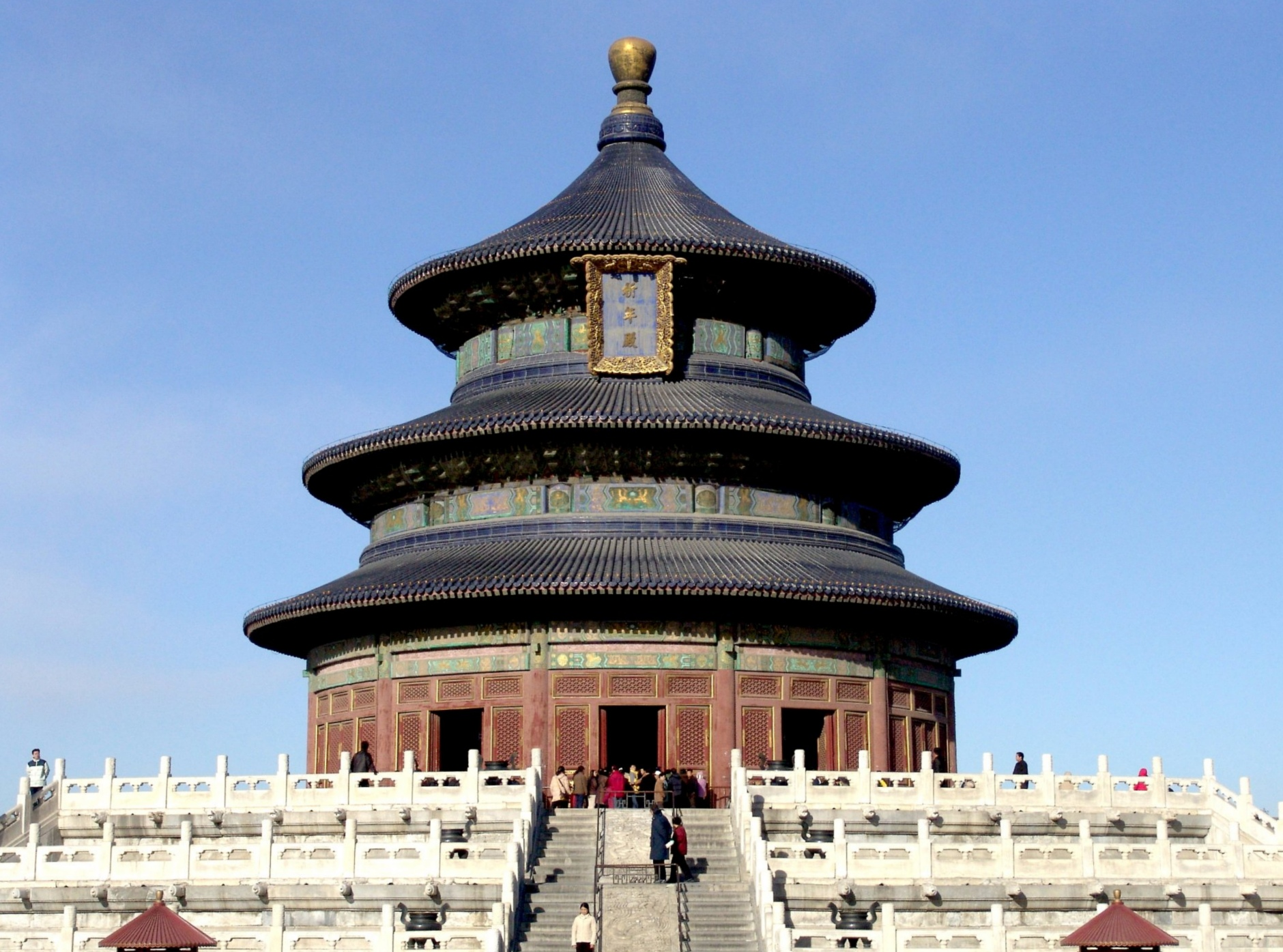
Templo del Cielo: Cura todas las unidades.

- La Academia de Confucio: Envía algunos Cho Ko Nu (ballesteros) una vez construida. Esta maravilla genera unidades de artillería en el tiempo, sin costo alguno para el jugador.
- La Torre de porcelana: Envía al jugador alimentos y se puede conmutar para producir alimentos, madera, monedas, o una mezcla de los tres, junto con experiencia.
- Pagoda Blanca: Aumenta el poder de ataque y los puntos de resistencia de monjes y discípulos.
- Palacio de Verano: Producción de unidades, produce ejércitos de estandarte.
- Templo del Cielo: Cura todas las unidades.

### Consulados
La construcción de consulados permite fijar un índice de exportación para conseguir recursos de exportación más rápidamente. El número de exportaciones depende del número de aldeanos y de una habilidad llamada "Obtención de exportación", al aumentar esta disminuye la obtención de los otros recursos.El Consulado también permite establecer alianzas con las naciones europeas. Después de construir un Consulado y seleccionar una nación aliada, se obtiene la posibilidad de investigar mejoras que proporcionen bonificaciones y mejores envíos de tropas. Cuando aumente el nivel de la metrópoli, se dispondrá de nuevas naciones con las cuales aliarse.
Los consulados están disponibles tanto en partidas de un jugador, como en las partidas multijugador.
| Civilización | Bandera         | País                | Nivel mínimo disponible |
| ------------ | --------------- | ------------------- | ----------------------- |
| Japón        |                 | Aislamiento japonés | Nivel 1                 |
| Japón        | Portuguese Flag | Portugal            | Nivel 1                 |
| Japón        | Dutch Flag      | Países Bajos        | Nivel 25                |
| Japón        | Spanish Flag    | España              | Nivel 40                |
| China        | British Flag    | Reino Unido         | Nivel 1                 |
| China        | Russian Flag    | Rusia               | Nivel 1                 |
| China        | French Flag     | Francia             | Nivel 25                |
| China        | German Flag     | Alemania            | Nivel 40                |
| Hindúes      | British Flag    | Reino Unido         | Nivel 1                 |
| Hindúes      | Portuguese Flag | Portugal            | Nivel 1                 |
| Hindúes      | French Flag     | Francia             | Nivel 25                |
| Hindúes      | Ottoman Flag    | Imperio otomano     | Nivel 40                |

## Nuevas Unidades
En la entrevista con Heaven Games, Big Huge Games reveló que no tienen planes de añadir nuevas unidades y tecnologías a las antiguas civilizaciones. Entre las nuevas unidades para los asiáticos están:
Comunes
- Monje: Los asiáticos comienzan con dos monjes (Uno para China) en lugar de un explorador/jefe guerrero. Los monjes no tienen habilidad para matar/convertir guardianes, pero tienen habilidades marciales con los que dan golpes críticos en combate.[4]
- Irregular y Centinela: Equivalentes a la milicia europea que se puede reclutar de forma extraordinaria en el centro urbano (Pierde eficacia con el tiempo).

Japoneses
- Daimyō: General de caballería únicamente obtenible por envíos de la metrópolis o por una maravilla. Puede entrenar unidades y recibir envíos de la metrópoli.[4]
- Ikko Ikki: Monje japonés que ataca a distancia.
- Arquero yumi: Eficaz contra infantería pesada.
- Ashigaru: Mosquetero eficaz en todos los aspectos.
- Samurái: Eficaz contra unidades de caballería y edificios.
- Jinete con naginata: Bonificación contra infantería a distancia.
- Yabusame: Arquero a caballo eficaz contra otra caballería.
- Shōgun: Gran general de caballería únicamente obtenible por envío de la metrópoli; a diferencia del daimyō puede entrenar artillería y al igual que él puede recibir envíos de la metrópoli.
- Flecha Incendiaria: Artillería efectiva contra otra artillería, infantería y barcos.
- Morutaru: Artillería semejante al mortero de las civilizaciones europeas. Eficaz contra edificios y barcos.

Indios
- Cipayo: Mosquetero indio eficaz contra caballería.
- Rajput: Infantería cuerpo a cuerpo.
- Gurkha: Fusilero con alto alcance eficaz contra infantería pesada.
- Howdah: Elefante con ataque a distancia eficaz contra caballería y asedio.
- Sowar: Caballería cuerpo a cuerpo que monta en camello, eficaz contra infantería a distancia.
- Zamburak: Caballería con ataque a distancia que monta en camello, eficaz contra la caballería.
- Monje Brahman: Monje de India, monta un elefante y tiene habilidades de curación.[4]
- Lancero Mahout: Elefante indio, parecido a la caballería pesada.[4]
- Elefante con mayal: Elefante con una maza y ataque de área, eficaz contra edificios.
- Elefante de asedio: Elefante con un cañón, parecido a una culebrina, efectivo contra edificios y otra artillería.[4]

Chinos
- Piquero qiang: Eficaz contra caballería.
- Chu Ko Nu: Ballesta de repetición. Eficaz contra infantería pesada y caballería ligera.
- Maestro shaolín. Monje chino. Puede crear discípulos.
- Arcabucero: Eficaz contra infantería pesada y caballería ligera.
- Espada changdao: Infantería cuerpo a cuerpo eficaz contra edificios y caballería.
- Jinete estepario: Caballería de asalto eficaz contra aldeanos y edificios.
- Cuervo volador: Artillería pesada eficaz contra edificios e infantería.
- Lanzallamas: Artillería eficaz contra la infantería, especialmente en formación, y edificios.
- Mortero portátil: Artillería no muy poderosa, eficaz en grupos contra otra artillería.
- Martillo Meteoro: Caballería eficaz contra infantería y artillería.
- Keshik: Arquero a caballo eficaz contra otra caballería.
- Mayal de hierro: Caballería pesada eficaz en todo ámbito.